# Newcastle, New South Wales
Newcastle är en stad i den australiska delstaten New South Wales, cirka 160 km norr om Sydney. Newcastle har cirka 348 000 invånare (2021) och är därmed en av Australiens större städer. Newcastle grundades 1804 och är Australiens näst äldsta stad (efter Sydney, grundad 1788).
Staden har en av Australiens viktigare kolhamnar, och därifrån fraktar många lastfartyg kol över havet till kolkraftverk i Asien.

### Fotnoter
1. ↑  ”Svår storm i Australien”. Dagens nyheter. 8 juni 2007. http://www.dn.se/nyheter/sverige/svar-storm-i-australien/. Läst 17 mars 2016.